# سيد علي العمري
سيد علي العمري لاعب كرة قدم جزائري ويلعب حاليا لنادي وفاق سطيف.

## روابط خارجية
- سيد علي العمري على موقع الاتحاد الدولي (مؤرشف)  (الإنجليزية)
- سيد علي العمري على موقع قاعدة بيانات كرة القدم.إي يو (الإنجليزية)
- سيد علي العمري على موقع Soccerway.com (الإنجليزية)